# Hospital Bikur Cholim
L'Hospital Bikur Cholim (en hebreu: בית החולים ביקור חולים) va ser un hospital general de 200 llits a Jerusalem, Israel, va ser establert en 1826. Fou l'hospital més antic del país.
Bikur Cholim va ser conegut pels seus departaments d'obstetrícia i cardiologia. L'hospital també operaba una moderna unitat de cures intensives neonatal, un departament de pediatria i unitats de cirurgia bariàtrica i plàstica.
Bikur Cholim tractaba a uns 60.000 pacients anualment. El centre tenia una plantilla de 700 administradors, metges, infermeres, tècnics i personal de neteja, era un dels ocupadors més grans del centre de Jerusalem. Un terç dels metges eren ciutadans àrabs israelians, molts dels quals van triar Bikur Cholim per a les seves residències.

## Tancament
El desembre de 2012, l'hospital va passar a ser gestionat pel Centre Mèdic Shaare Zedek, i va continuar funcionant com a sucursal de Shaare Zedek, posteriorment es va tancar l'edifici principal de l'hospital, mentre que l'edifici situat al carrer Hanevim, la sala de maternitat, que servia als residents dels barris propers, va continuar funcionant. Paral·lelament, es van presentar a les autoritats urbanístiques plànols per a la restauració de l'estructura històrica, i la seva integració en un conjunt que incloïa un centre comercial i habitatges. L'any 2020, les autoritats van decidir també tancar la maternitat, seguint les directrius que obliguen a situar-la al costat d'hospitals que puguin prestar serveis mèdics especials, si fos necessari.